# 5·18 광주민주화운동 기록물

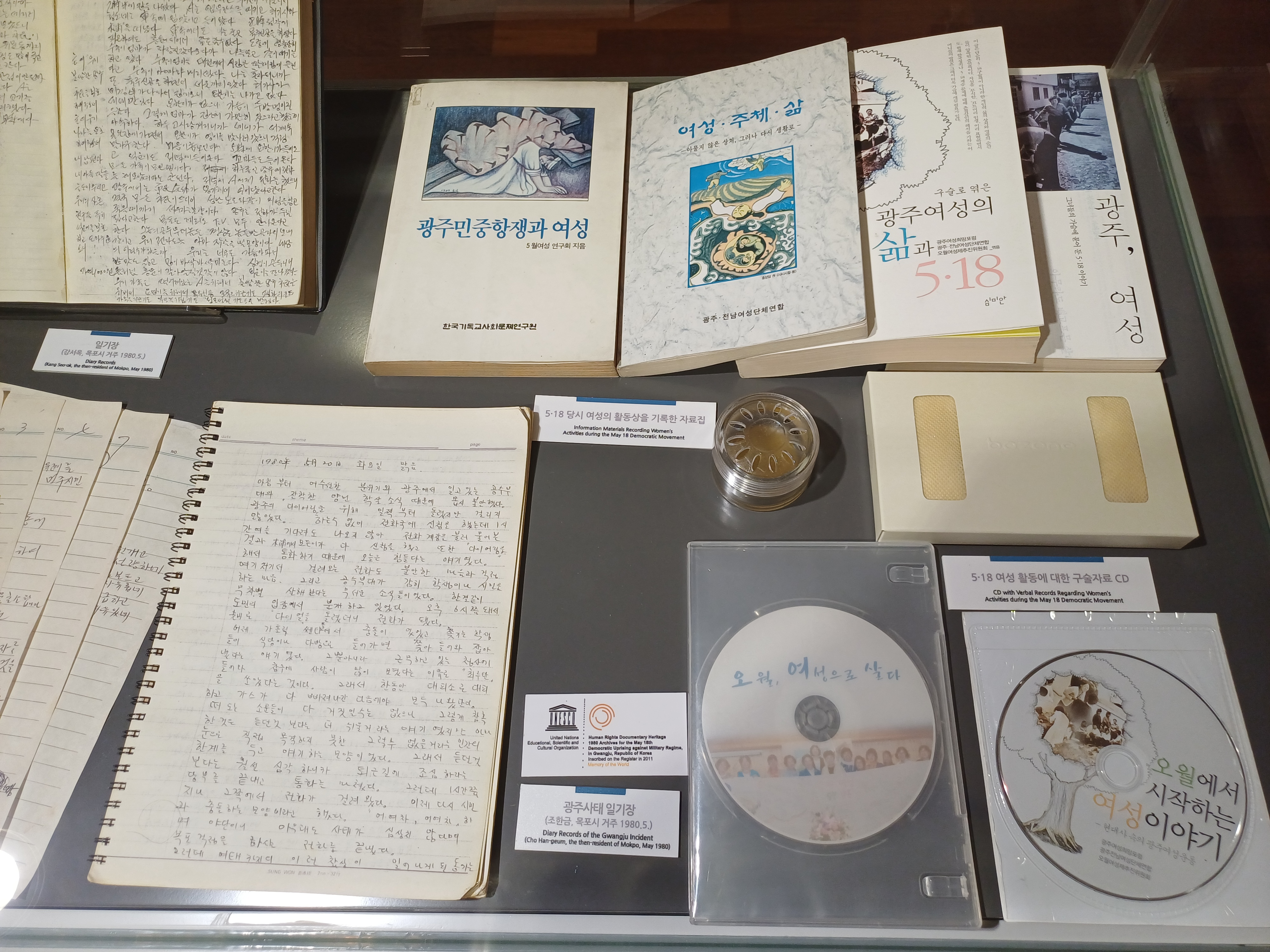
5.18 민주화운동의 다양한 기록물

5·18 광주 민주화 운동 기록물은 1980년 5월 18일부터 27일까지 광주에서 발생한 민주화 운동과 관련된 기록물을 의미한다.

## 상세
대한민국 정부 및 대한민국 국군의 문서, 기자들이 찍은 사진, 동영상, 수첩, 광주 시민 및 시민군들의 증언을 총망라한다. 또한 외신 기자들의 수첩, 외국 언론의 기록물, 외국 정부의 성명서 및 입장문, 주한 미국대사관 전보 등 외국의 기록물도 여기에 해당한다. 주요 소장처는 국가기록원, 육군본부, 국회도서관, 5.18기념재단 등이 있다. 광주광역시 5·18민주화운동기록관이 이러한 기록물을 전시 및 관리하고 있다.

## 유네스코 세계기록유산 지정
2011년 5월, 2011년 문서 4,271권, 필름 2,017컷, 사진 1,733점을 포함한 5·18 광주민주화운동 기록물이 유네스코 세계기록유산에 지정되었다. 등재된 5·18 관련 자료는 9개 범주로 나뉜다. 첫째, 공공 기관이 작성한 5·18민주화운동 관련 공문서, 둘째, 군 사법 기관의 재판 자료와 김대중 내란 음모 사건 자료, 셋째, 시민들의 성명서, 선언문, 일기, 취재 수첩 등 항쟁 참여자나 목격자가 생산한 자료, 넷째, 흑백 필름 및 사진 자료, 다섯째, 항쟁 이후 시민들의 기록과 증언, 여섯째, 피해자들의 병원 치료 기록, 일곱째, 국회 5·18민주화운동 진상 조사 회의록, 여덟째, 국가의 피해자 보상 자료, 아홉째, 미국의 5·18 관련 비밀 해제 문서 등이다.
 Selection criteria was deceptively simple: rarity and integrity. UNESCO decided to include records of the May 18 Uprising in the Memory of the World Register because the Uprising played a pivotal role in promoting democracy and human rights. "The May 18 Democratic Uprising not only played a pivotal role in the democratization of South Korea but also affected other countries in East Asia by dissolving the Cold War structure and achieving democracy. After the 1980s, various democratic uprisings took place in the Philippines, Thailand, China, Vietnam, and elsewhere in an attempt to follow in Korea's footsteps. The May 18 Democratic Uprising was a turning point for democracy and human rights."
 
“5·18민주화운동은 대한민국의 민주화에 중심적 역할을 수행했을 뿐만 아니라 여타 동아시아 국가에도 영향을 미쳐 냉전 구조가 종식되는 데 기여했다. 1980년대 이후 필리핀, 태국, 중국, 베트남 등지에서 여러 민주화 운동이 일어났다. 5·18민주화운동은 민주주의와 인권을 위한 전환점으로 널리 인정된다.”
 — 《제10차 세계기록유산 국제자문위원회 회의록》 2011년 영국 맨체스터

## 갤러리

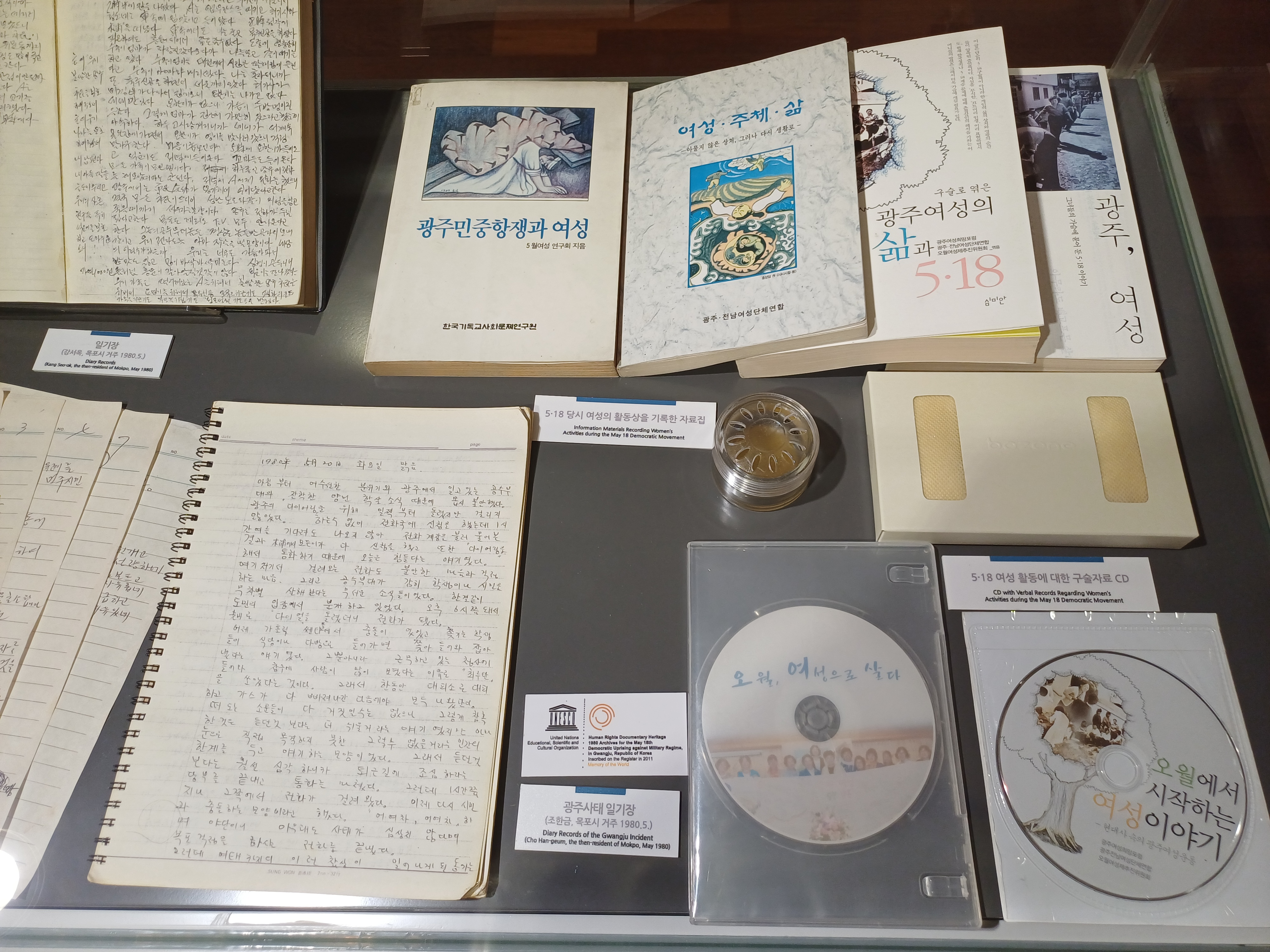
다양한 5.18 민주화운동 기록물
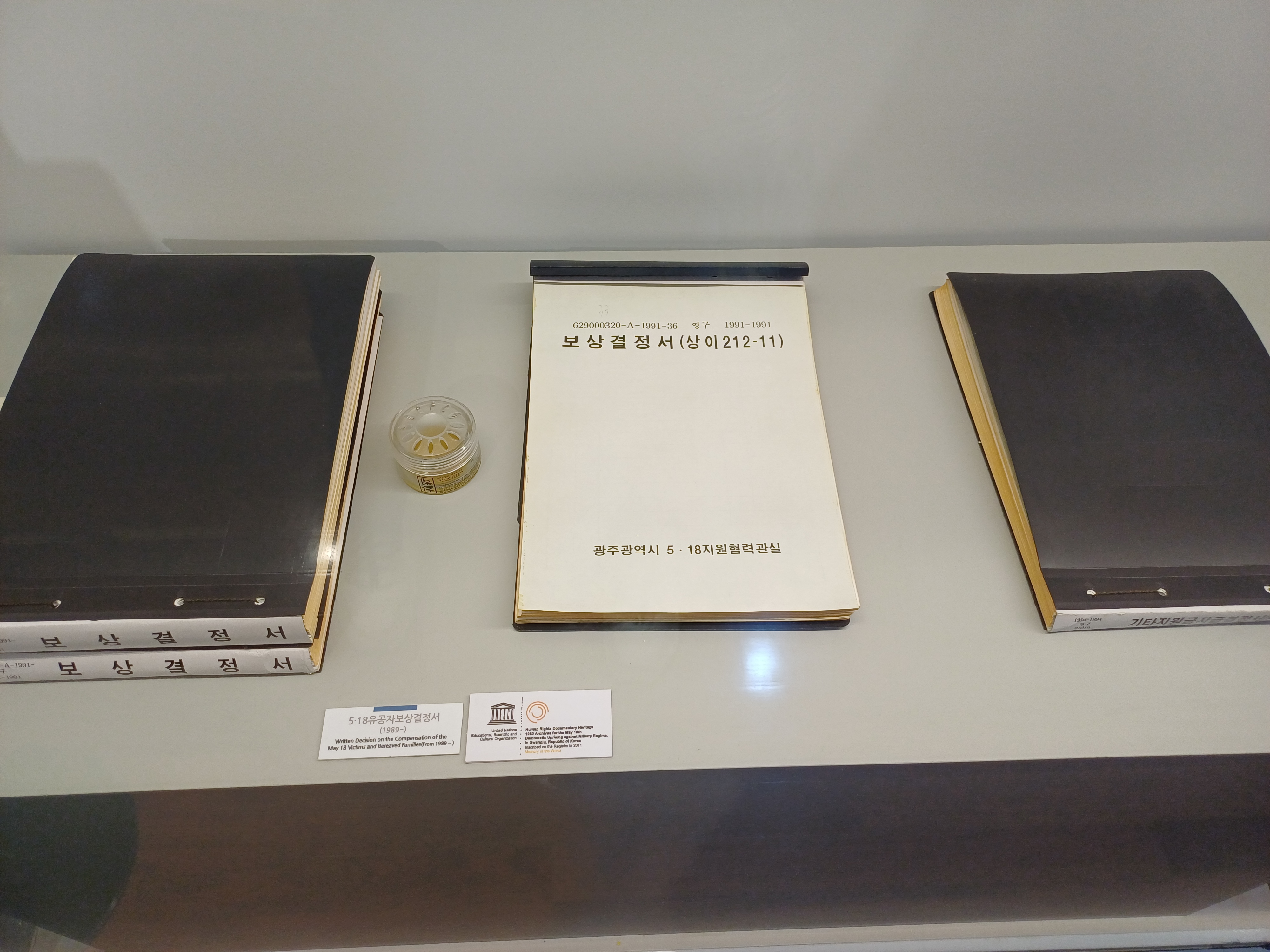
5.18 보상결정서
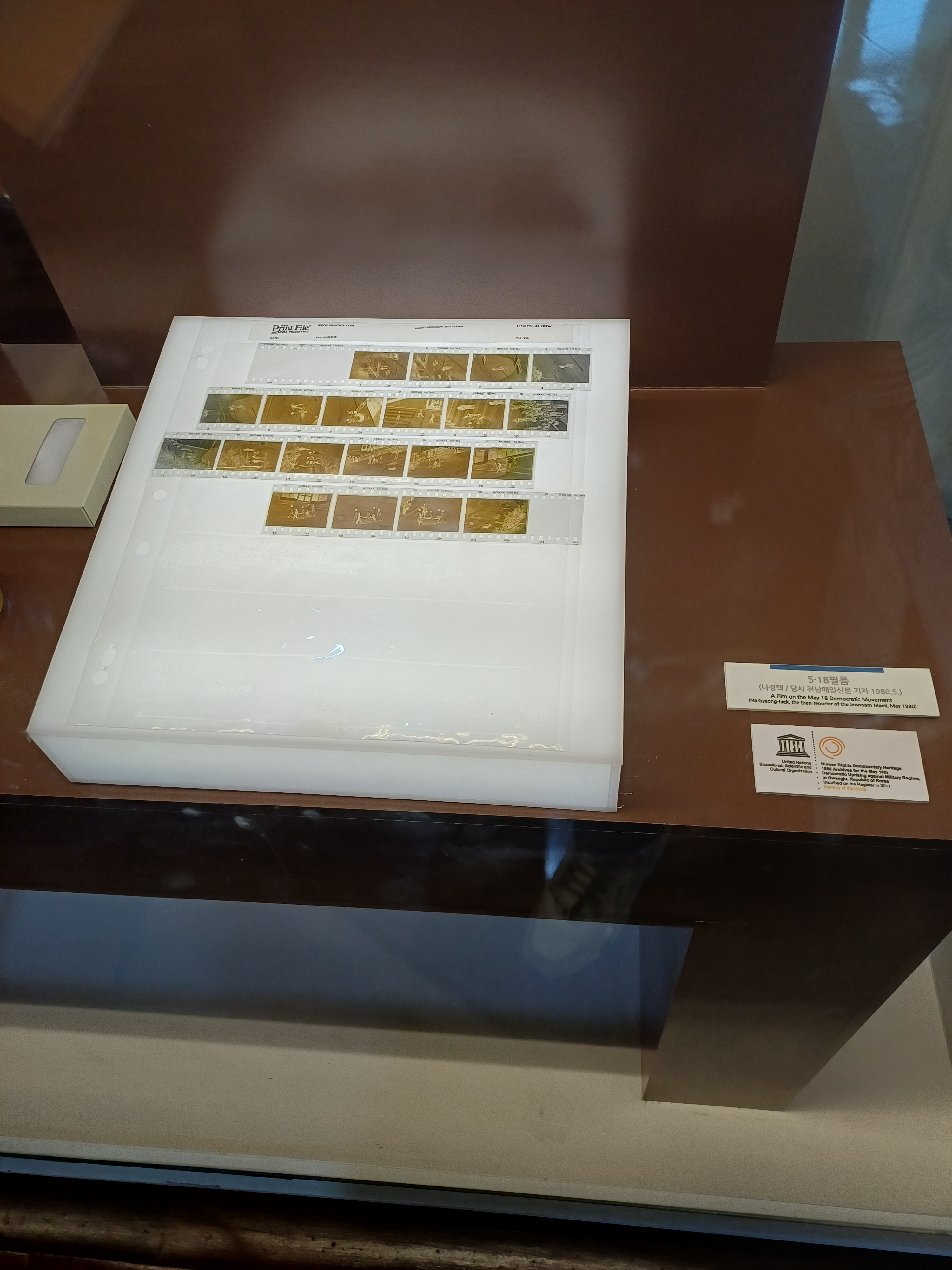
5.18 민주화 운동 기록필름
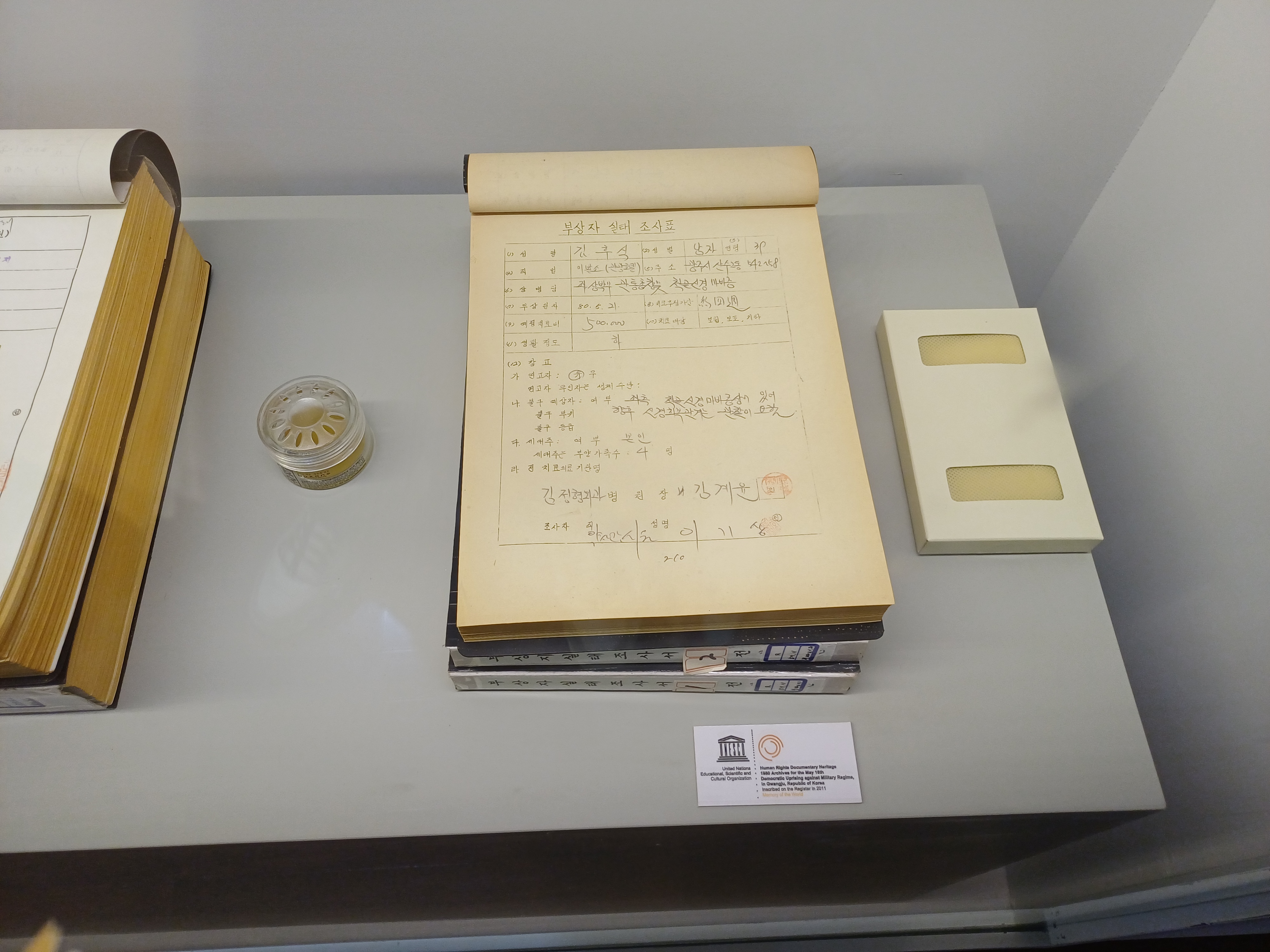
5.18 민주화 운동 부상자 실태 조사표
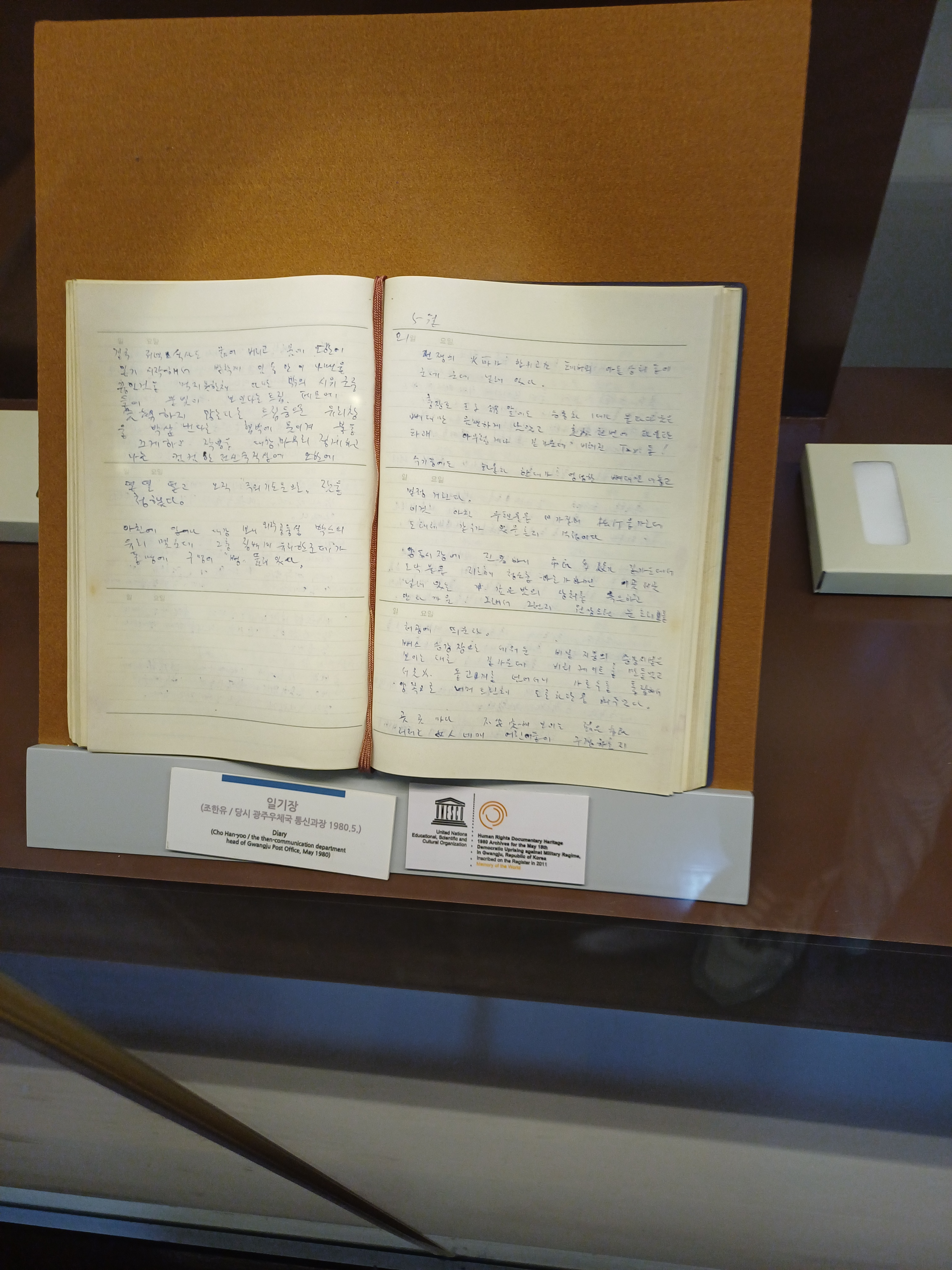
5.18 민주화운동에 대해 기록한 조한유의 일기장
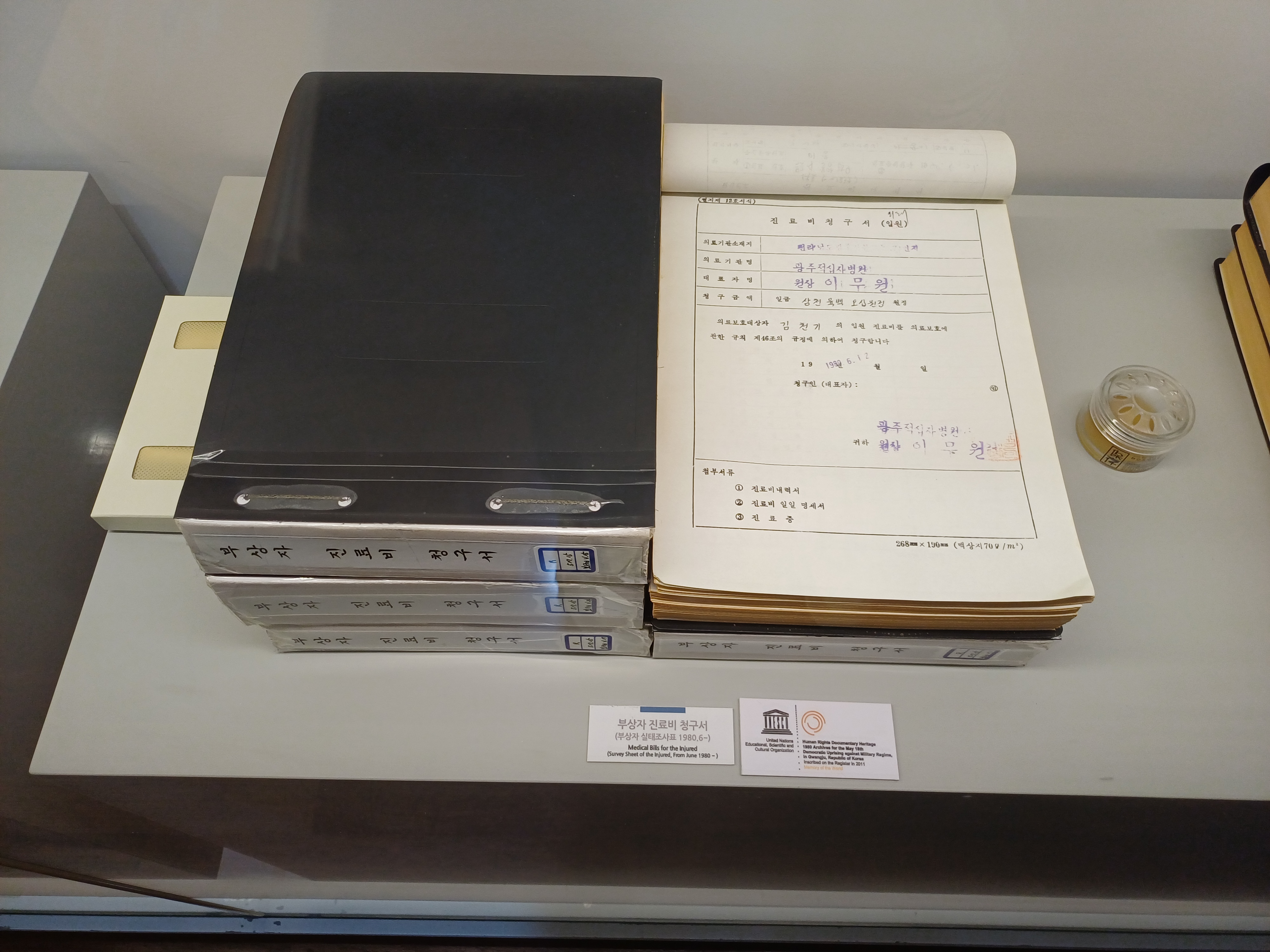
5.18 민주화 운동 부상자 진료비 청구서
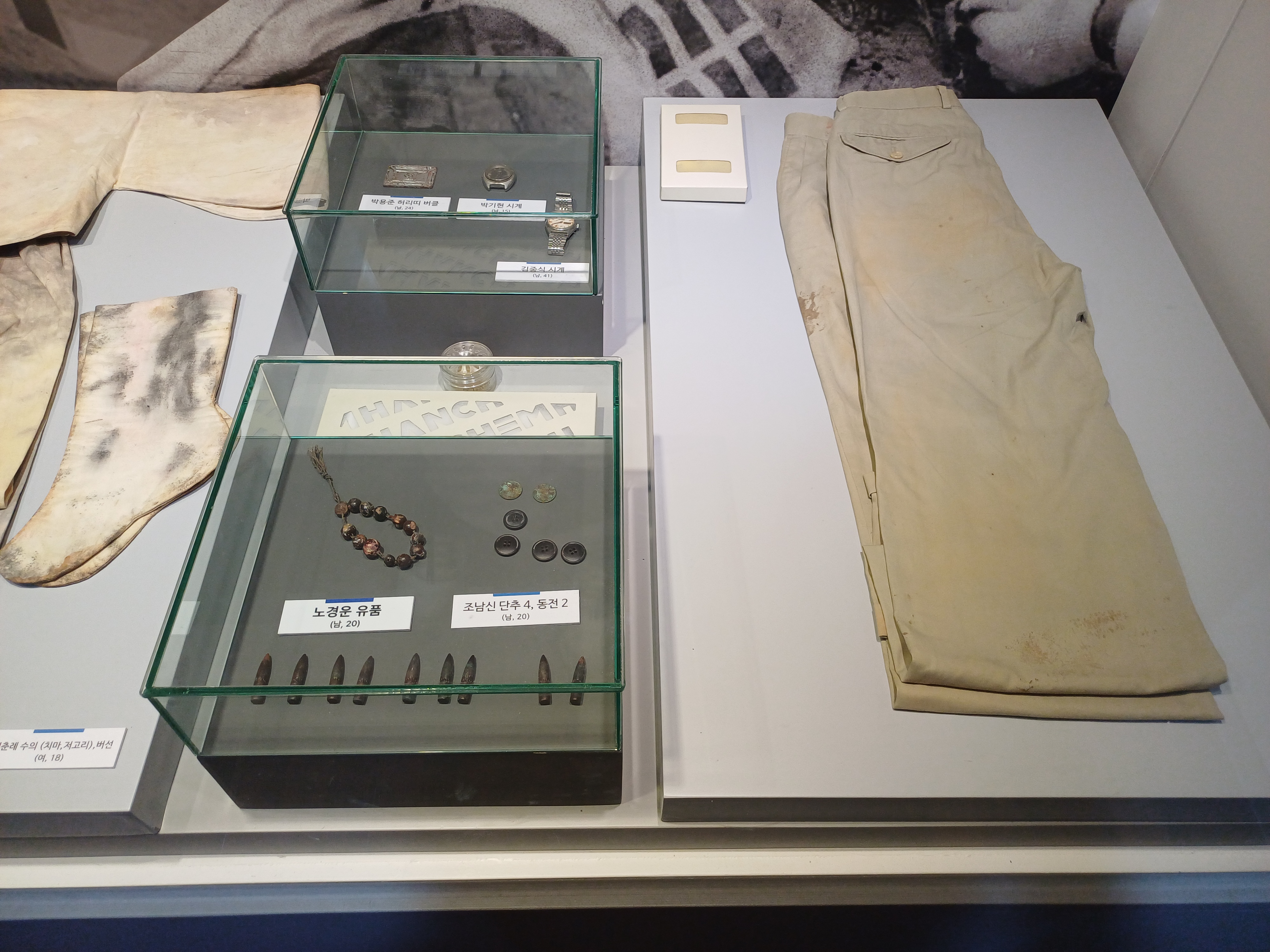
5.18 민주화 운동에 사망한 시민의 유품
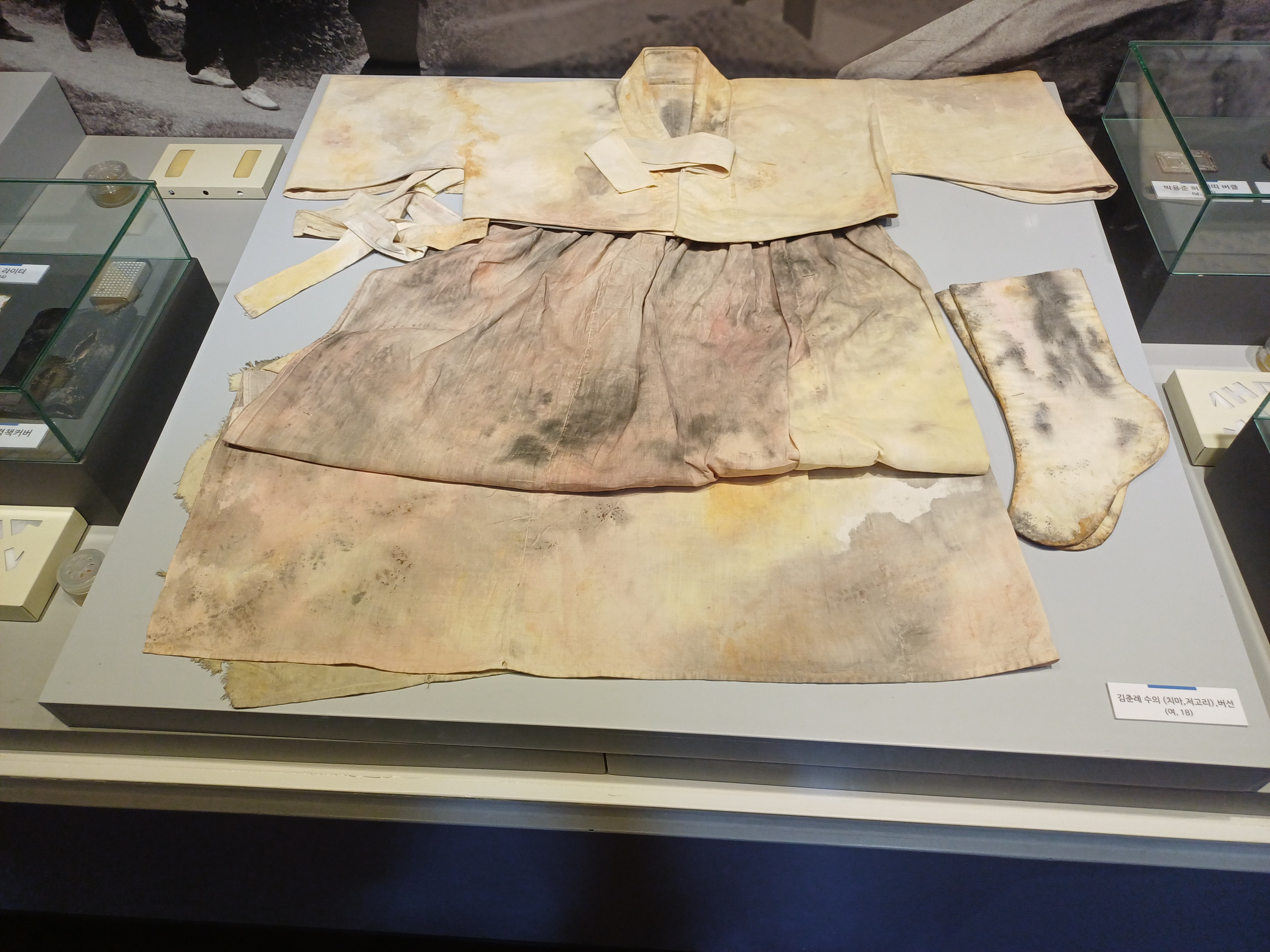
5.18 민주화 운동에 참여한 김춘레의 수의
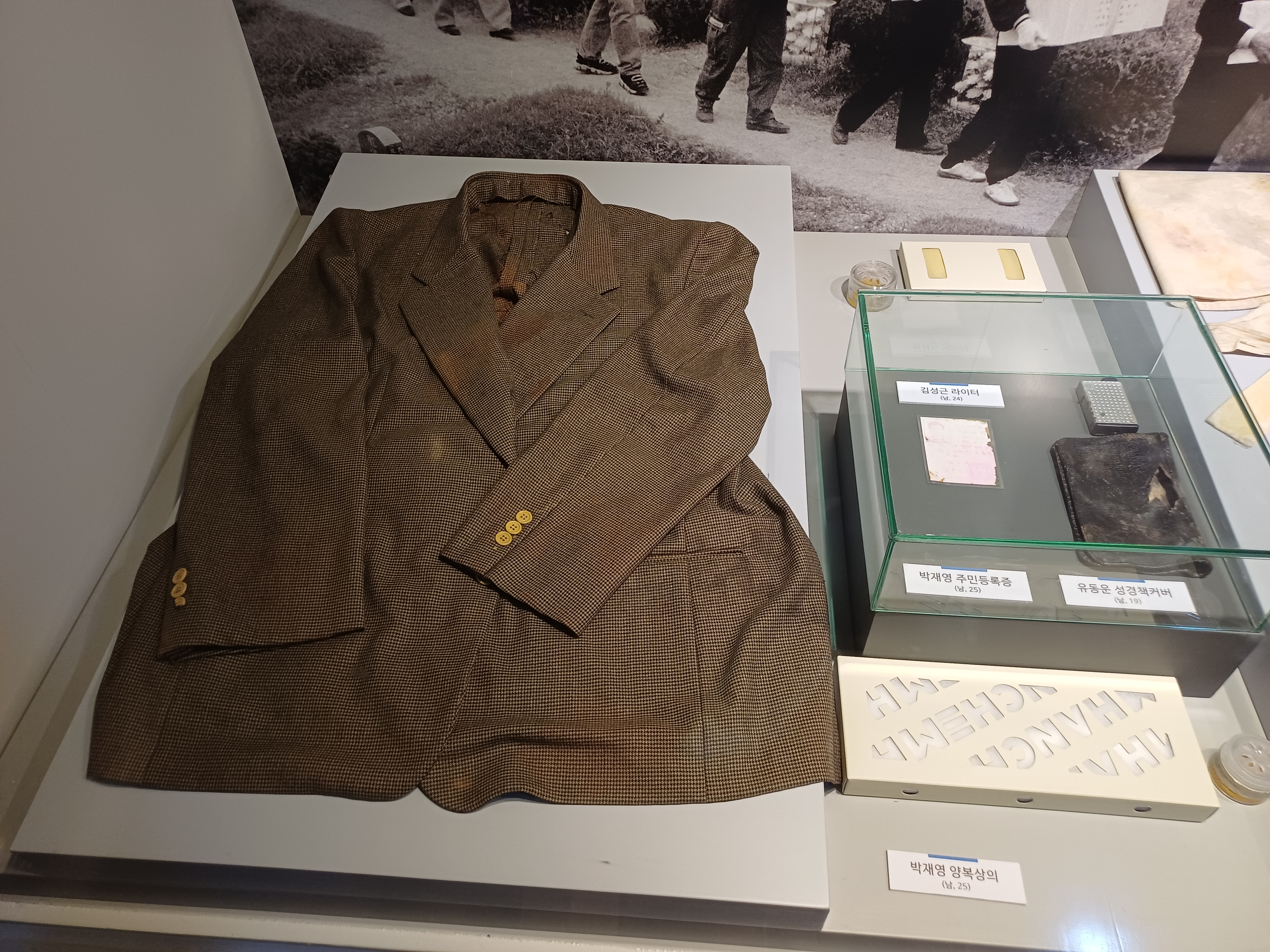
5.18 민주화 운동에 참여한 시민의 물품
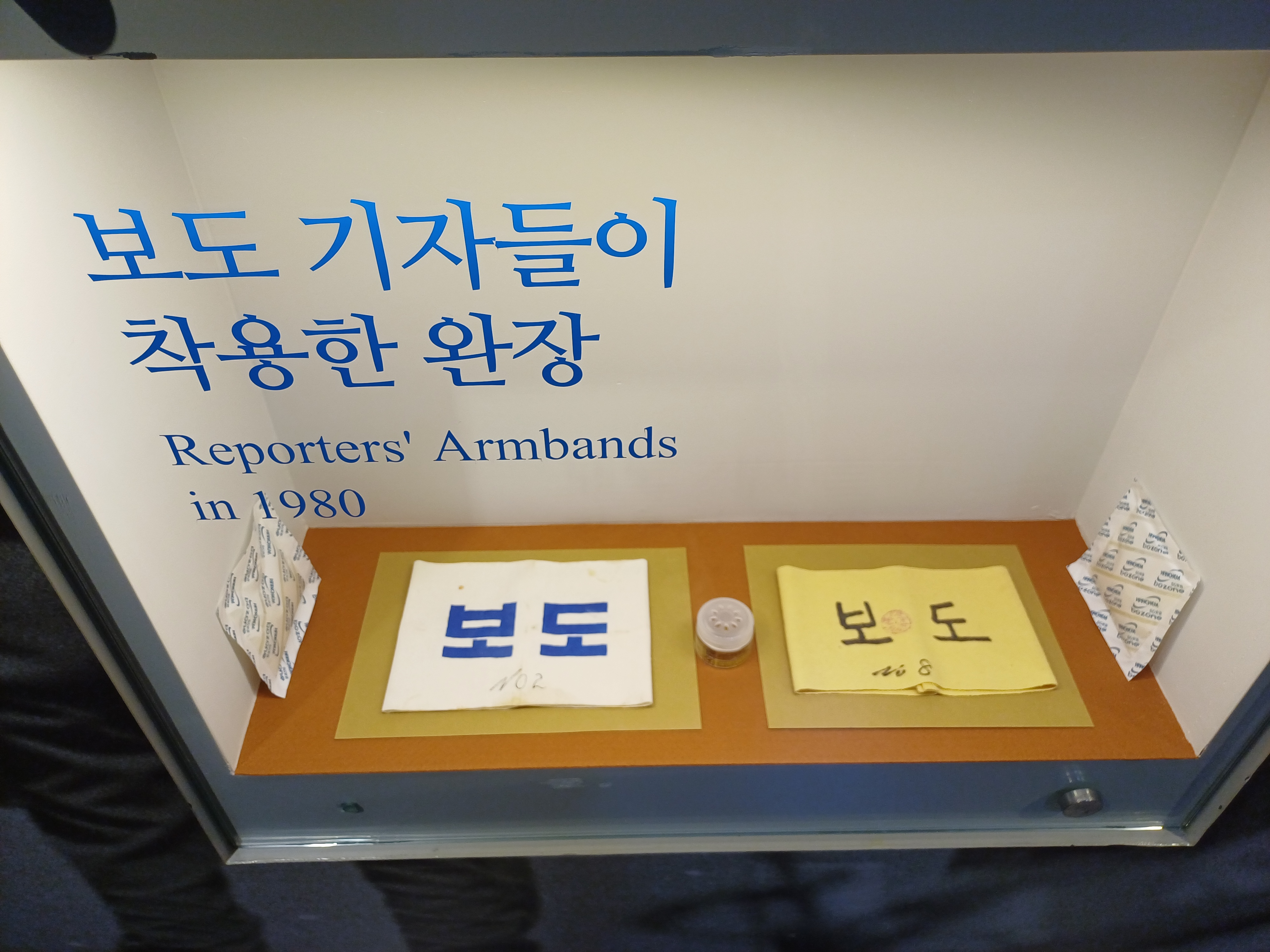
5.18 민주화 운동을 취재한 보도 기자들의 완장
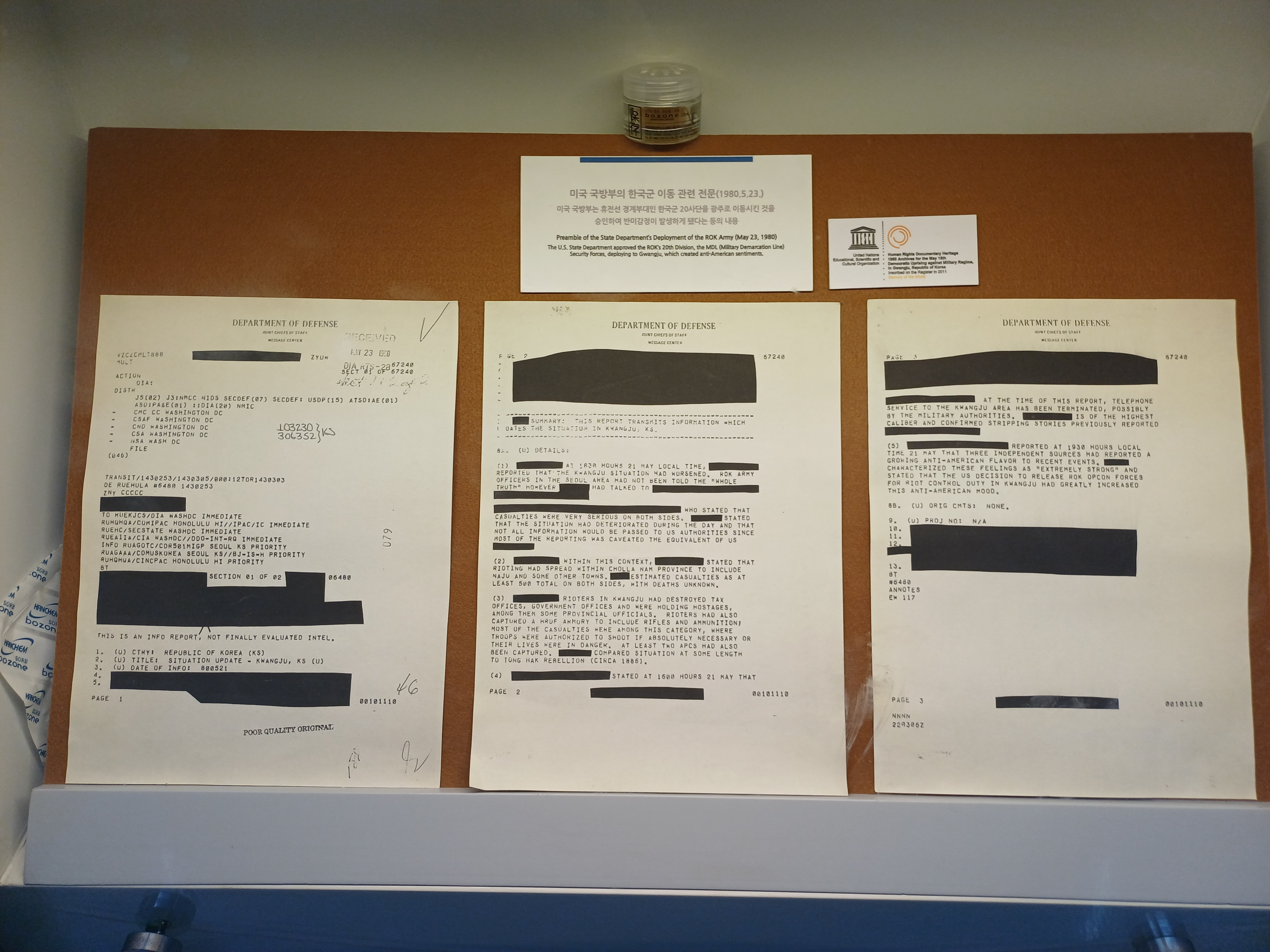
5.18 민주화 운동에 대한 미국 국방부의 비밀전문
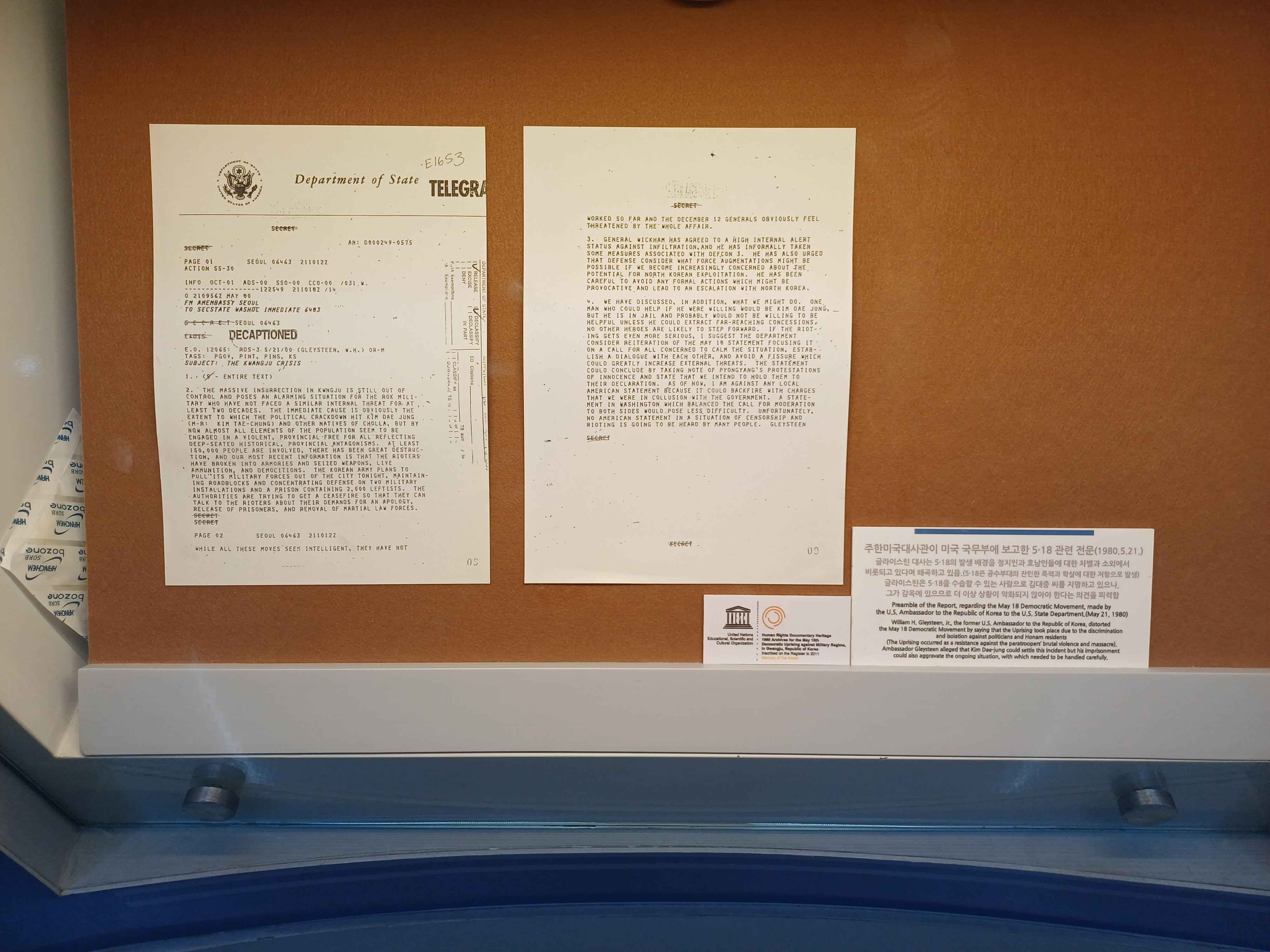
주한 미국대사관이 작성한 5.18 민주화 운동 보고서
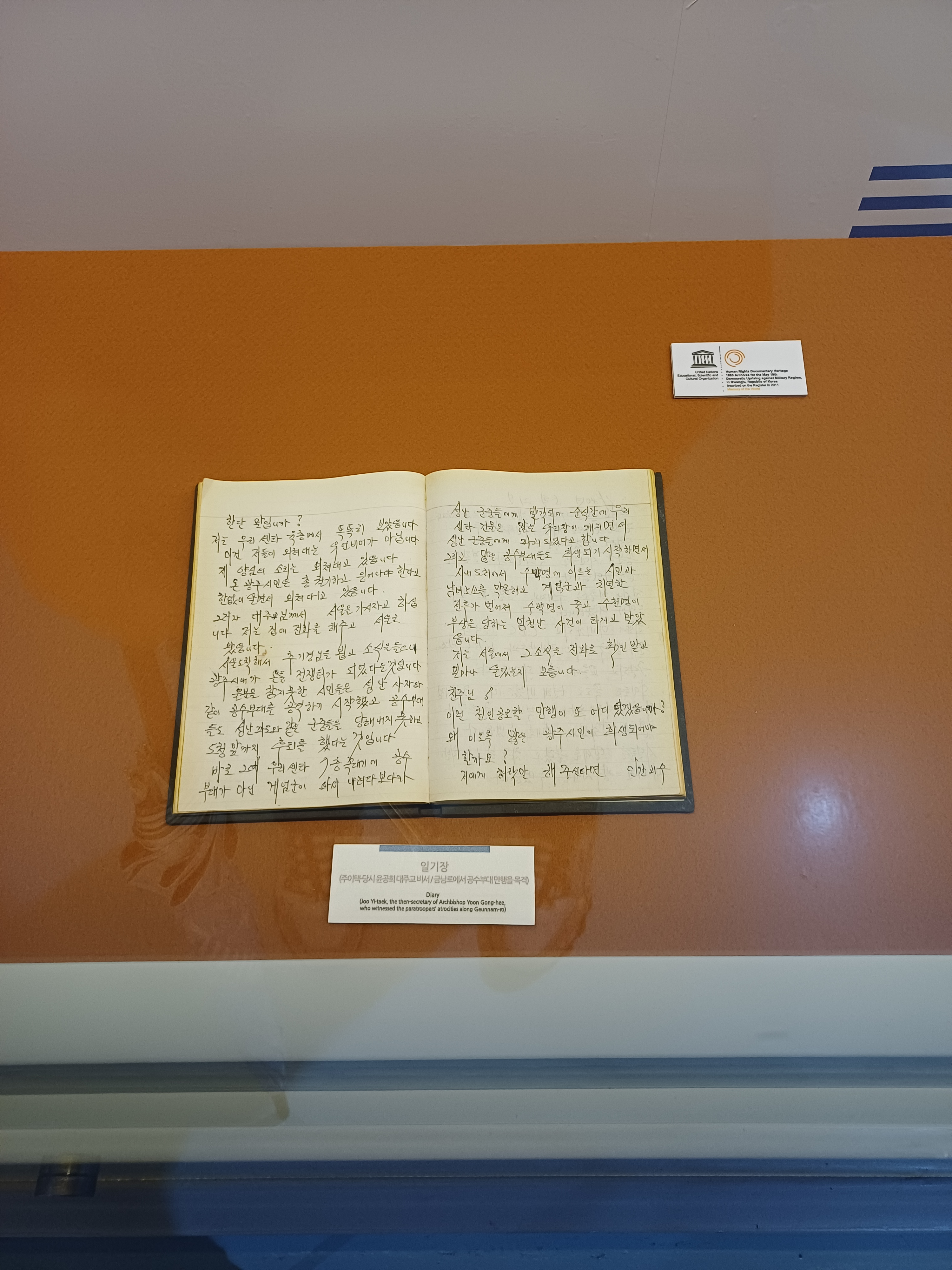
5.18 민주화 운동에 대한 윤공희 대주교 비서의 일기장
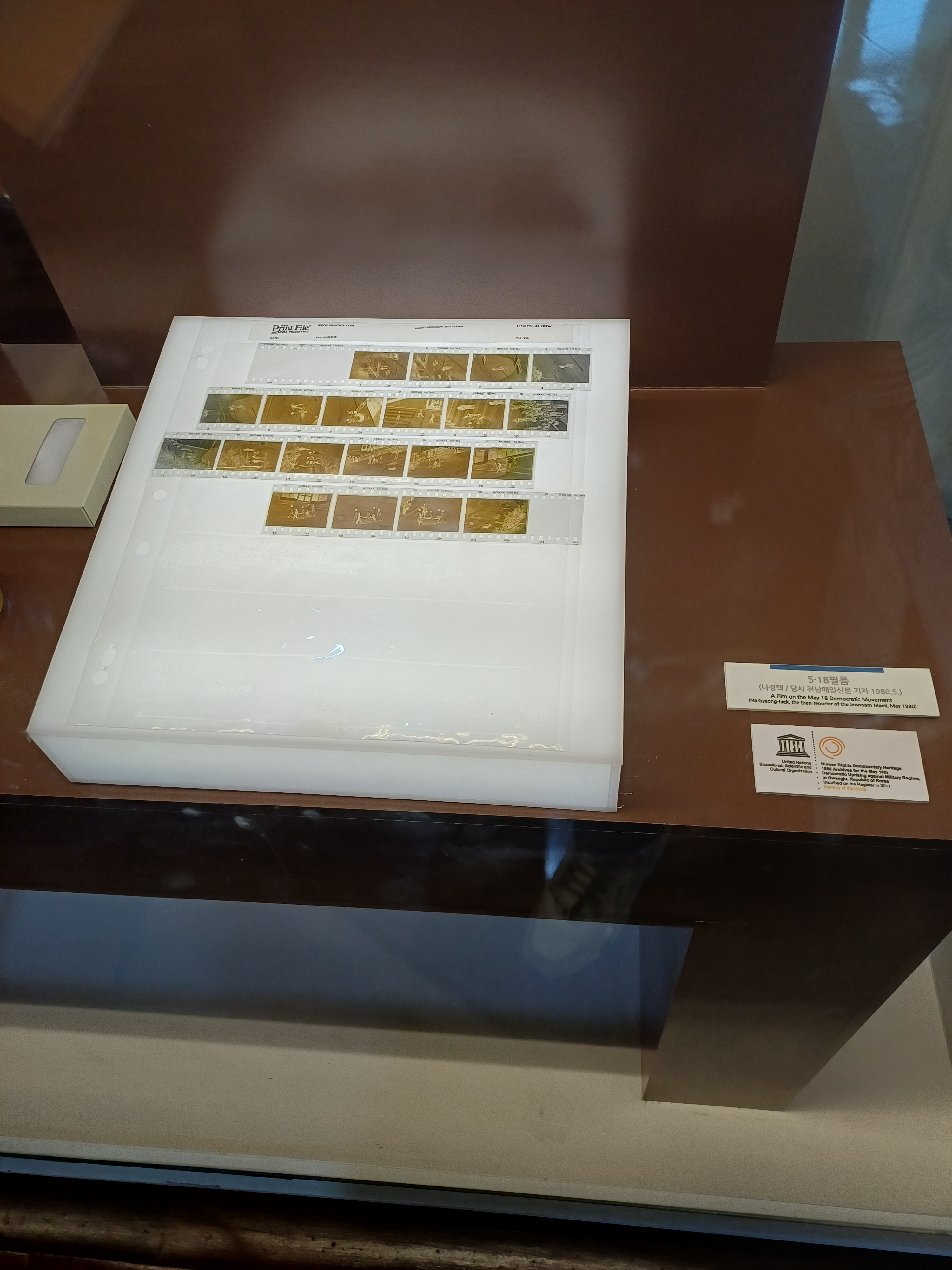
기록필름

## 같이 보기
- 5·18 광주 민주화 운동